# Лазорко Іван Михайлович
Іван Михайлович Лазорко (9 квітня 1947, село Юнівка, тепер Локачинського району Волинської області — 26 жовтня 2014, місто Луцьк Волинської області) — український радянський партійний діяч, 1-й секретар Волинського обласного комітету КПУ. Народний депутат СРСР у 1990—1991 роках.

## Біографія
Освіта вища. У 1969 році закінчив Луцький державний педагогічний інститут імені Лесі Українки.
Член КПРС з 1969 року.
У 1969—1970 роках — директор Локачинської заочної середньої школи.
У січні 1970 — 1974  року — лектор Локачинського районного комітету КПУ Волинської області. У 1974—1975 роках — лектор Волинського обласного комітету КПУ.
З 1975 року — інструктор, заступник завідувача відділу, керівник лекторської групи, заступник завідувача ідеологічного відділу Волинського обласного комітету КПУ.
У 1980 році закінчив Вищу партійну школу при ЦК КПУ.
У 1987 — червні 1990 року — завідувач ідеологічного відділу Волинського обласного комітету КПУ.
У червні — грудні 1990 року — секретар Волинського обласного комітету КПУ, голова ідеологічної комісії Волинської обласної партійної організації.
1 грудня 1990 — серпень 1991 року — 1-й секретар Волинського обласного комітету КПУ.
У 1991—1993 роках — інженер, заступник генерального директора виробничо-торговельної асоціації «Волиньхарчопром». З 1993 року — генеральний директор виробничо-торговельної асоціації «Волиньхарчопром».
Займався комерційною діяльністю. Очолював товариство з обмеженою відповідальністю «Три Л».
Потім — на пенсії в місті Луцьку.

## Нагороди
- ордени
- медалі